# Brice Humbert
Pour les articles homonymes, voir Humbert.
Pas d'image ? Cliquez ici

a Compétitions nationales et continentales officielles uniquement.

Dernière mise à jour le 9 mai 2025.
Brice Humbert, né le 27 août 1996, est un joueur français de rugby à XV qui évolue au poste de talonneur au Valence Romans Drôme Rugby.

## Biographie
Brice Humbert est formé à la pratique du rugby à XV au Club olympique sisteronais puis au Gap Hautes-Alpes Rugby, avant de rejoindre l'ancêtre du Valence Romans Drôme Rugby en 2013 (le club est formé en 2016 après la fusion entre le l'US romanaise et péageoise et le ROC La Voulte Valence). En 2017, il remporte le championnat de France Bélascain, le Championnat de France des moins de 21 ans réservé aux clubs non professionnels.
En juin 2021, après la relégation de Valence Romans en Nationale, Humbert rejoint le Castres olympique en Top 14. Il pallie notamment la rupture des ligaments croisés de Pierre Colonna. Lors de sa première saison, il dispute notamment trois matchs de Coupe d'Europe face aux Harlequins et au Munster. En juillet 2022, il prolonge son contrat avec le club castrais pour une saison. 
En mai 2023, il fait son retour au Valence Romans Drôme Rugby, fraîchement promu et de retour en Pro D2, pour un contrat de deux saisons. Le 1er décembre 2023, Humbert se fracture la cheville en fin de rencontre face au Soyaux Angoulême XV. Il fait son retour pour l'avant-dernière journée de Pro D2 contre le Stade aurillacois. Humbert dispute son premier match de la saison 2024-2025 le 6 décembre 2024 contre les mêmes Aurillacois, au cours duquel il est exclu pour avoir assené un coup de tête à un adversaire. Il est suspendu une rencontre pour ce geste. 
Il est longtemps freiné par une blessure à une cheville et ne dispute que cinq rencontres lors de sa dernière saison au club. 
En mai 2025, il s'engage pour deux saisons avec le CS Bourgoin-Jallieu en Nationale à compter de la saison 2025-2026. 